# Kumasi Airport
Kumasi Airport är en flygplats i Ghana. Den ligger i den centrala delen av landet, 200 km nordväst om huvudstaden Accra. Kumasi Airport ligger 287 meter över havet.
Terrängen runt Kumasi Airport är platt. Runt Kumasi Airport är det mycket tätbefolkat, med 4 343 invånare per kvadratkilometer. Närmaste större samhälle är Kumasi, 4,7 km sydväst om Kumasi Airport. Omgivningarna runt Kumasi Airport är en mosaik av jordbruksmark och naturlig växtlighet.